# Пальміри
Пальміри (пол. Palmiry) — село в Польщі, у гміні Чоснув Новодворського повіту Мазовецького воєводства.
Населення — 370 осіб (2011).
У 1975-1998 роках село належало до Варшавського воєводства.

## Демографія
Демографічна структура станом на 31 березня 2011 року:
|          | Загалом | Допрацездатний вік | Працездатний вік | Постпрацездатний вік |
| -------- | ------- | ------------------ | ---------------- | -------------------- |
| Чоловіки | 175     | 42                 | 106              | 27                   |
| Жінки    | 195     | 42                 | 99               | 54                   |
| Разом    | 370     | 84                 | 205              | 81                   |